# Rowntree Mackintosh
Rowntree Mackintosh è stata un’azienda dolciaria nota per aver introdotto sul mercato prodotti di largo consumo, tra i quali Quality Street, Smarties, Kit Kat, Polo, After Eight, Fruit Joy e Lion. Fu rilevata nel 1988 dalla multinazionale svizzera Nestlé che dopo l'acquisizione inglobò i marchi acquisiti nella sua gamma di prodotti.

## Storia

### Rowntree & Co. Ltd
Le origini della società risalgono al 1862 quando Henry Isaac Rowntree (1838-1883) rilevò a York, in Inghilterra, le attività della famiglia Tuke, (alla quale era legato da un vincolo di parentela in quanto suo fratello Joseph Rowntree jr. (1836-1925) aveva sposato la nipote di William Tuke, membro della famiglia, e di fede religiosa, in quanto entrambi i nuclei familiari erano seguaci della dottrina quacchera), basate sul commercio di tè, cacao e cioccolato; il giro d'affari risultò però piuttosto deludente. Poco dopo Henry Isaac, grazie all'aiuto finanziario di suo fratello Joseph, decide di fondare a Tanner's Moat, dove fu aperto lo stabilimento dell'azienda, la H.I. Rowntree & Co. Ltd., industria specializzata in prodotti a base di cacao, il cui prodotto di punta era il Rock Cocoa, una polvere per infuso di cioccolato. Anche stavolta il business non diede i risultati sperati in quanto l'azienda era penalizzata dalla recessione economica del periodo e dalla concorrenza di industrie come la Cadbury, che avevano i mezzi finanziari per investire in tecnologie di produzione superiori. Nel 1881, grazie al successo ottenuto con il lancio delle Fruit Pastilles (caramelle gommose alla frutta antesignane delle Fruit Joy, il nome con cui vennero introdotte sul mercato italiano a partire dal 1986) la società cominciò a maturare i primi profitti. Nel 1882 vengono lanciati i Chocolate Beans (antenati degli Smarties). Nel 1883 Henry Isaac Rowntree scompare all'età di 45 anni; tutte le redini dell'azienda vengono prese da Joseph, il quale continua l'espansione delle attività grazie alla creazione di altri prodotti a base di cacao come Elect Cocoa, lanciato nel 1887. Nel 1897 Joseph Rowntree, insieme a membri della sua famiglia, decide di trasformare la vecchia azienda in una Plc chiamata Rowntree & Co., della quale egli stesso era chairman. Verso la fine del 1800, la compagnia acquisì piantagioni di cacao nei Caraibi e cominviò a produrre le prime tavolette di cioccolato. Agli inizi del 1900 fu aperto ad Ashbury Park il primo sito produttivo negli Stati Uniti; nel 1906 fu apero un sito produttivo a Krefeld, in Germania, e successivamente Rowntree entrò anche nel mercato australiano e canadese. Nel 1923 Joseph Rowntree decise di ritirarsi da chairman, venendo sostituito da suo figlio Benjamin Seebohm Rowntree. Nel 1926 fu rilevata l'azienda canadese produttrice di cacao Cowan's; nel 1927 le Fruit Pastilles iniziarono ad essere commercializzate in confezione a forma di tubo; nel 1933 fu introdotta Black Magic, scatola di cioccolatini di fascia extra-lusso (basti pensare che costavano all'epoca l'equivalente di £300 di oggi); nel 1935 furono introdotte la tavoletta di cioccolato Aero, e la Rowntree's Chocolate Crisp, barretta di wafer e cioccolato destinato a divenire nel corso del tempo molto popolare, la quale fu poco dopo ribattezzata Kit Kat: un prodotto di simile denominazione ma di diversa fattura, il Kit Cat (scatola di cioccolatini) era già stato lanciato da Rowntree intorno agli anni '20; dopo un breve periodo di convivenza, la società preferì lasciare sul mercato solo la più recente invenzione. Nel 1936 viene lanciata un'altra scatola di cioccolatini che riscosse il gradimento dei consumatori britannici, la Dairy Box; nel 1937 vengono invece immessi sul mercato gli Smarties (originariamente chiamati Chocolate Beans ed in produzione sin dal 1882: si trattò quindi di una ridenominazione di un prodotto già esistente), altro brand dell'azienda divenuto di fama internazionale (successivamente Rowntree avvierà una causa giudiziaria contro Mars, Incorporated dopo la messa in commercio da parte di questa delle M&M's, che considerava una imitazione del suo prodotto rivendicandone la paternità del brevetto). Nel 1939 Rowntree, inspirata dalla presenza sul mercato americano delle caramelle Life Savers, cominciò ad elaborare l'invenzione delle Polo: la nascita del prodotto fu però rinviata al 1949, a causa della guerra. Durante gli anni cinquanta e sessanta, la società, guidata dal 1941 al 1952 dal chairman George Harris, anch'egli legato da una parentela con la famiglia Rowntree, procedette ad altre acquisizioni minori.

### John Mackintosh & Sons Ltd.
John Mackintosh (1868-1920) nato nel Cheshire, si trasferì successivamente ad Halifax, dove aprì un negozio di dolciumi. Decise presto di specializzarsi nella produzione di toffee inglese croccante miscelato con caramello americano morbido. Nel 1899 fondò la John Mackintosh Ltd.; nel 1903 costruì il primo sito produttivo, ed iniziò ad esportare in tutto il mondo. Nel 1905 la società aprì la sua divisione americana Mackintosh Toffee Company. Nel 1920, dopo la scomparsa di John Mackintosh, le redini dell'azienda passano a suo figlio Harold,    divenuto nuovo chairman; Harold Mackintosh nel 1923 decide di liquidare la società fondata dal padre formandone una nuova, la John Mackintosh & Sons, Ltd. Nel 1925 la neocostituita entità rileva l'azienda irlandese North Kerry Manufacturing Company, ed introduce sul mercato NKM Irish Cream Toffee; nel 1929 la società fonda la divisione Anglo American Chewing Gum Ltd., cominciando a produrre chewing gum venduto tramite macchinette distributrici. Nel 1930 in Irlanda viene formata una prima joint venture con la Rowntree per la vendita di cioccolato,  nel mercato del Paese, la Associated Chocolate and Confectionery Co. Ltd. Nel 1932 la società rileva dalla United Africa Company (una sussidiaria della Lever Brothers - Unilever) la divisione di produzione cioccolato della A. J. Caley & Son, industria dolciaria di Norwich che viene incorporata nel gruppo; grazie all'acquisizione, nel 1936 Mackintosh inizia la produzione del brand più celebre nella storia della compagnia, Quality Street: il nome, e il packaging della scatoletta di metallo in cui sono contenuti i dolciumi furono ispirati dall'omonima commedia sentimentale di J.M. Barrie, e raffiguravano una donna (Miss Phoebe Throstle) e un soldato (Major Valentine Brown). Il prodotto fu esportato per la prima volta negli Stati Uniti negli anni cinquanta. Nel 1937 viene lanciato il Rolo, barra di cioccolato ripiena di toffee divisa in pezzi separati di forma rotonda; nel 1957 viene lanciato Munchies, cubetti di cioccolato ripieni di toffee e biscotto. Nel 1959 viene lanciato Caramac, barra di cioccolato al caramello; il 1962 è l'anno degli After Eight, cioccolatini ripieni di menta divenuti di consumo abituale nel dopocena degli inglesi. Nel 1964 viene rilevato il produttore di liquirizie Joseph Bellamy & Sons; l'anno successivo l'azienda produttrice di biscotti John Hill & Sons; nel 1969 la Fox's Glacier Mints Ltd., aggiungendo ai suoi marchi l'omonimo brand di mentine fredde Fox's. Nello stesso anno, viene decisa dal management di John Mackintosh & Sons la combinazione del proprio business con quello di Rowntree & Co.

### Fusione tra Rowntree e Mackintosh
Nel 1969 Rowntree & Co. Ltd e John Mackintosh & Sons Ltd. si fondono in unicà entità, la Rowntree Mackintosh confectionery manufacturers. La decisione della fusione dei due gruppi inglesi, che diede vita ad un colosso mondiale del settore dolciario, fu presa soprattutto per volontà di Rowntree, la quale era stata oggetto di un'offerta d'acquisizione da parte della compagnia statunitense General Foods Corporation, proposta rigettata dal gruppo inglese. La struttura societaria della nuova compagnia nata dall'unione delle due società dolciarie inglesi (la cui denominazione legale è Rowntree Mackintosh, confectionery manufacturers Ltd.) è molto simile a quella precedente di Rowntree, ed aveva il quartier generale situato a York. La nuova entità raggiunse poco dopo la sua nascita un accordo con la compagnia statunitense Hershey Chocolate Co. per cedere la licenza del brand Kit Kat nel mercato americano. Nel 1971 Rowntree Mackintosh rileva le imprese dolciarie James Steadman Ltd. (Australia), Chocolat Ibled S.A. e Chocolate Marnier S.A. (Francia); nel 1972 Rowntree Mackintosh sbarca sul mercato australiano degli snack a largo consumo rilevando la compagnia dolciaria Hoadley's Chocolates & Co. Ltd. ed i relativi brand Violent Crumble, Polly Waffle e White Knight; nello stesso anno vengono lanciati nel mercato britannico la barretta Nutty e su quello canadese lo snack WigWag; nel 1973 stringe un accordo con la compagnia dolciaria giapponese Fujiya Confectionery Company per la cessione dei diritti di utilizzo del marchio Kit Kat (parimenti a quanto era accaduto negli Stati Uniti con Hershey) nel Paese del Sol Levante. Nel 1976 vengono lanciate sul mercato la barra al cioccolato Lion (anche questo destinato a diventare nel corso del tempo uno dei prodotti più conosciuti nel mercato internazionale degli snack; in alcuni mercati venne inizialmente lanciato col nome Big Cat), e Yorkie. Nel 1977 viene rilevata la società francese Chocolaterie Lanvin, azienda specializzata nel cioccolato di alta gamma con sede a Digione, e nel 1979 una società produttrice di cioccolato olandese, la Dutch Nuts Chocolate Fabriek B.V. Viene aperta anche una filiale italiana del gruppo, Rowntree Mackintosh S.p.A., con sede a Pianoro (Bologna). Negli anni ottanta la società procede ad altre acquisizioni; nel 1981 il gruppo (passato nello stesso anno sotto la guida del nuovo chairman Kenneth Dixon), dopo che l'autorità antitrust del Regno Unito aveva impedito a Rowntree Mackintosh l'acquisizione di Huntley and Palmers, secondo produttore di biscotti nel Paese, rileva la società produttrice di snack RPC Ltd., e inoltre due società minori attive nella produzione di cibo salutistico, la Holgates Honey Farm Ltd. e la Sunrise Natural Foods. Nel 1984  Kenneth Dixon decide di cambiare la struttura del gruppo e dividere la società in quattro unità operative: vengono così fondate Rowntree Mackintosh Confectionery Ltd., Rowntree Mackintosh Distribution Ltd., Rowntree Mackintosh Export Ltd, e Rowntree Mackintosh European Exports Ltd. Il gruppo procede inoltre ad altre acquisizioni, mirate soprattutto al mercato nordamericano, tra le quali la DeMets Inc. di Chicago (prendendo così possesso del brand Turtles); e le società dolciarie statunitensi Tom Foods Inc. dalla General Mills , Sunmark Corporation (proprietaria del brand Willi Wonka), Original Cookie Company e la canadese Laura Second Chocolate , tutte acquisizioni avvenute nel 1986, e nel 1987 il produttore di miele inglese R.W. Gale & Co. Ltd. Nello stesso anno la società muta forma societaria e si trasforma da Limited in Public company.

### L'acquisizione da parte di Nestlé
Nel 1988 Rowntree Mackintosh Plc diviene oggetto di un takeover da parte del colosso svizzero Nestlé. Nell'aprile dello stesso anno, il gruppo dolciario svizzero-tedesco Jacobs Suchard aveva rilevato sul mercato il 15% delle azioni della società inglese; il Rowntree Trust (il patto di sindacato degli azionisti), che circa vent'anni prima era stato decisivo nel respingere l'offerta d'acquisizione di General Foods, aveva ridotto la sua partecipazione in Rowntree Mackintosh al 7% del capitale, rendendo ormai vulnerabile la società ad una possibile scalata ostile. Contemporaneamente anche Nestlé cominciò a rastrellare azioni del gruppo inglese, e alla fine, dopo una battaglia con il suo concorrente, nonostante i tentativi da parte del management di Rowntree Mackintosh di respingere le offerte di acquisto, la multinazionale svizzera dei beni di consumo prevale sull'altro contendente e grazie ad un esborso pari a circa 4,5 miliardi di $ (ovvero £ 10,75 per ogni azione di Rowntree Mackintosh Plc), riesce nell'impresa di rilevare il gruppo britannico ed incorpora completamente la società, trasferendo i brand da essa detenuta dentro il suo portafoglio. Tuttavia nonostante il rebranding operato da Nestlé sui prodotti rilevati precedentemente detenuti da Rowntree Mackintosh, i marchi Rowntree's e Mackintosh non sono mai completamente scomparsi dal mercato e ancora vengono utilizzati da Nestlé.

## Situazione attuale
Dopo la scomparsa della parte industriale del gruppo, la Joseph Rowntree Foundation (JRF), un'organizzazione creata nel 1904 dal fondatore originario della compagnia e dedita allo studio per la risoluzione dei problemi sulla povertà nel Regno Unito, ha continuato la sua attività. Inoltre, dopo che nel 2000 Joseph Rowntree è stato nominato personaggio del millennio di York, è stata creata la Rowntree Society, una organizzazione mirante a divulgare informazioni e diffondere conoscenza (soprattutto per le nuove generazioni) circa l'importanza che ha avuto il gruppo nella storia industriale del Regno Unito, e soprattutto per la città di York di cui è simbolo indiscusso e dove collabora con librerie, musei, scuole, università, agenzie turistiche, business locali nonché organizzazioni mediatiche nazionali di caratura mondiale come la BBC.